# Нагороди УНР

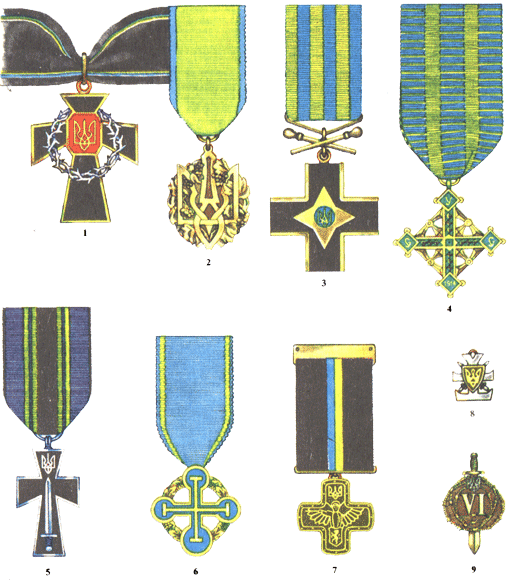
Нагороди армій УНР та ЗУНР
1. Орден Визволення 1-го ступеня.
2. Тризуб з вінцем ЗОУНР 4-го ступеня.
3. Залізний хрест УНР
4. Хрест легіону Українських січових стрільців (Гуцульський)
5. Хрест Симона Петлюри
6. Галицький Хрест (для військовиків)
7. Хрест 3-ї Залізної стрілецької дивізії
8. Мініатюра Бойового (Мазепинського) хреста
9. Відзнака 6-ї Січової стрілецької дивізії.

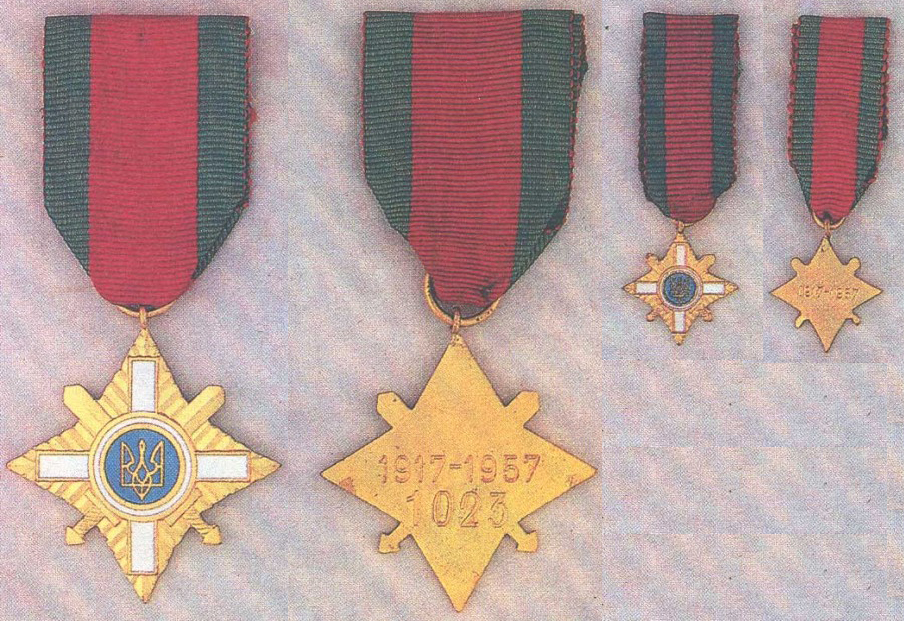
Воєнний Хрест (УНР) і мініатюра

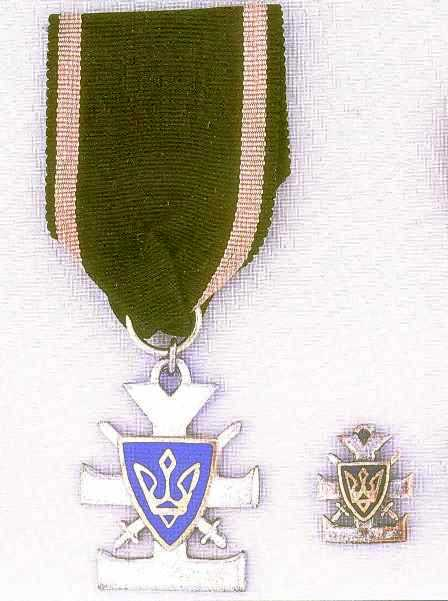
Хрест УСС «Мазепинський» і мініатюра

Нагороди УНР — вища форма відзначення громадян Української Народної Республіки за видатні заслуги у розвитку суспільства, захисті Вітчизни, державному будівництві та громадській діяльності, за інші заслуги перед Україною.
Державну нагороду Української народної республіки міг отримати будь-який громадянин України, а також громадяни іноземних держав за особисті заслуги перед Україною.

## Історія
Перші нагороди УНР та ЗУНР виникли у 1918[коли?]. Того ж року при Головному штабі Армії Української Держави створили відповідну комісію[яку?]. Ця комісія розробила статут ряду відзнак — Залізний Хрест, яким нагороджувалися за боротьбу з більшовиками; орден Ярослава Мудрого — за заслуги на цивільному поприщі; дамський орден святої княгині Ольги, хрест Володимира Святого, орден Архистратига Михайла — за бойові доблесті; хрест Слави і Відродження України. Усі нагороди були різних ступенів, різного кольору орденських стрічок, з даруванням кавалерам відповідних привілеїв. Орден Слави і Відродження України і орден Архистрагита Михайла були засновані наказом Гетьмана Скоропадського від 20-го вересня 1918 року.
Окрім того, у праці «Організація регулярної армії Української Держави 1918 року», Борис Монкевич описує вироблений комісією Головного штабу[що?] остаточний варіант нагородної системи, що складався із двох типів державних нагород — хрестів і орденів, наступним чином:
- Хрест і Зірка Слави і Відродження України.
- Орден св. Архистратига Михайла — за військову хоробрість.
- Хрест св. Князя Володимира Великого — за державну цивільну службу.
- Орден св. Ольги — за заслуги жінок на громадському полі.
- Орден Князя Ярослава Мудрого — за заслуги на громадському полі.
- Залізний хрест — за визвольну боротьбу.

24 січня 1919 року Директорія УНР на подання Ради народних міністрів УНР ухвалив закон про заснування двох відзнак — орден Республіки (двох ступенів) та орден Слави України (двох ступенів). Та вони не буди виготовлені і тому ними не нагороджували. Водночас велася підготовка до заснування медалі «Відвага». Генеральний штаб Армії УНР, внісши[коли?] зміни в проєкти ордена Республіки в серпні 1919, запропонував заснувати замість ордена Республіки і медалі «Відвага» бойовий орден Республіки і медаль чотирьох ступенів із тою ж назвою[уточнити].
Із 6 грудня 1919 року до 6 травня 1920 року українська армія на чолі з генералом Михайлом Омеляновичем-Павленком провела бойовий рейд тилами російських більшовицьких та білогвардійських військ, що отримав назву Перший зимовий похід. 15 травня 1920 року Рада народних міністрів доручила військовому міністрові внести законопроєкт про військовий орден, що згодом одержав назву Залізний хрест, яким нагороджували учасників цього походу. Установлено нагороду 19 жовтня 1920 наказом Головної команди Війська і Флоту Української Народної Республіки за підписом Голови Директорії та Головного Отамана Армії УНР Симона Петлюри. Нагородження розпочалося в кінці 1920. Знак ордена під №1 одержав генерал М. Омелянович-Павленко. Залізним хрестом було нагороджено 3-4 тисячі вояків української армії.

## ЗУНР
Західноукраїнська Народна Республіка запровадила власні нагороди: 5 листопада 1918 року військову відзнаку «3а обняття Львова у власть Української Держави» трьох ступенів. Однак проєкт не було реалізовано. 30 квітня 1919 західноукраїнський крайовий уряд — Рада державних секретарів Західної області Української Народної республіки[перевірити] (ЗОУНР) — установила відзнаки: найвищу нагороду — Тризуб з вінцем (чотирьох ступенів), а також медаль Тризуба (чотирьох ступенів), Оружний Тризуб та Хрест учасництва, було почато виготовлення знаків, але практично нагородженнь не було. Планувалося також заснувати медаль п'яти ступенів для поранених.

## Уряд у екзилі
В екзилі український уряд заснував низку орденів, медалей, військових нагород, пам'ятних знаків тощо для нагородження учасників Української революції 1917—1921, учасників військових формувань січових стрільців, учасників національно-визвольної боротьби пізнішого часу тощо. Серед них медаль на честь 10-річчя відбудови Української держави, яка встановлена в 1927 році з ініціативи членів Директорії УНР Ф. Швеця[хто?] та Андрія Макаренка. Нагородження розпочалося в 1927.
Ювілейний Хрест Директорії УНР «10-ліття з'єднання українських земель», установлений 22 січня 1929 року з ініціативи членів Директорії УНР Швеця та Макаренка.

### Орден Слави України
Хрест і зірка Слави і Відродження України були разом із Залізним Хрестом перенесені з проєкту Комісії по виробленню військових орденів при ГША Української Держави до закону, прийнятого Директорією УНР 24 січня 1919 року. Але вже в серпні Генштабом Армії УНР запровадження ордену Слави України було відкладено до мирних часів. Після цього його вперше винесли на розгляд Центральної Ради другого скликання в вересні 1921 року в складі первісного проєкту КВВО, з якого був прийнятий лише орден Архістратига Михаїла, а інші знову відкладені до виборів Соборної ради та гетьмана.
22 січня 1928 року було запроваджено Орден Слави України, що заповнив нішу невійськових орденів, вищих статусом за хрести, але нижчих за Орден Визволення. Проєкт, розроблений Миколою Битинським, включав зірку і п'ять варіантів знака ордена, в основі якого лежить білий грецький хрест з тризубом у круглому синьому медальйоні в перехресті, а також чотири варіанти медалі двох рангів. На знаках мирної гілки, як і першого ступеня, мечі опущені, воєнної — підняті.

### Хрест Симона Петлюри
Після трагічної загибелі Голови Директорії УНР та Головного Отамана Армії УНР Симона Петлюри вирішили запровадити відзнаку на його честь. Спочатку це мав би бути перстень — практика виготовлення такого різновиду відзнаки на той час було нерідким явищем. Згодом вирішили заснувати повноцінну відзнаку. Хрест Симона Петлюри запроваджений 22 травня 1932 наказом Головної команди Війська і Флоту Української Народної Республіки № 1 та затверджена Президентом УНР у засланні М. Лівицьким. В основу відзнаки покладено проєкт невиготовленого Ордена Визволення, автором остаточного проєкту хреста Симона Петлюри став геральдист і художник М. Битинський. Нагородження розпочалося в 1936. Сесія Укради у 1972 надала відзнаці статус ордена.

### Хрест Українського козацтва
Хрест Українського козацтва заснований Президентом УНР в екзилі Андрієм Лівицьким 20 жовтня 1947 спочатку як відзнака учасників козацьких формувань, а згодом вона стала загальновійськовою нагородою.

### Воєнний хрест Української Народної Республіки
Воєнний хрест Української Народної Республіки з нагоди 40-річчя утворення збройних сил УНР встановлено Президією УНРади 8 березня 1958.

### Орден «Базар»
Нагорода Української Народної Республіки в еміграції, затверджена Українською національною радою 28 листопада 1970 року та наказом військового міністерства УНР № 5 від 10 грудня 1973 року. Альтернативна назва — орден Визволення України.

### Хрест «60-ліття відродження Українських Збройних Сил»
Хрест «60-ліття відродження Українських Збройних Сил» встановила Президія УНРади 22 травня 1977.

### Медаль при пораненні «3а жертву крови в боях за волю України»
Рішенням Президії УНРади 17 травня 1980 запроваджено медаль при пораненні «3а жертву крови в боях за волю України».

### Хрест «40-ліття Української Народної Армії»
18 червня 1985 Президія УНРади з нагоди створення Збройних сил України у 1945 встановила хрест «40-ліття Української Народної Армії».
До нагород УНР примикає низка пропам'ятних військових та ветеранських нагород: Хрест Легіону Українських Січових Стрільців (Гуцульський, 1918), Хрест 3-ї Залізної дивізії (1922), Відзнака Української Галицької Армії (Галицький Хрест, 1928), Хрест Українських Січових Стрільців (Мазепинський, 1940), Хрест Карпатських Січовиків (1969), Хрест заслуги Буковинського Куреня (1986), кілька пам'ятних відзнак 1-ї Української дивізії Української Національної Армії.

## Ієрархія нагород
Дослідники нагород УНР, зокрема п. О. Городиський, уложили умовний порядок старшинства (єрархії) українських нагородних відзнак УНР.
Ієрархія була такою:
- I — Орден Залізного Хреста;
- II i III — пам'ятні хрести УСС-ів, виданий Бойовою Управою у Відні та «Мазепинський Хрест», виданий 1940 року в Кракові;
- IV — Орден Залізного Хреста III Залізної стрілецької дивізії;
- V — Хрест Симона Петлюри;
- VI — Галицький Хрест;
- VII — т. зв. Хрест Директорії (Макаренка)[уточнити];
- VIII — Пам'ятна медаля із нагоди 10-х роковин Самостійности;
- IX — Пропам'ятний Воєнний Хрест Ради УНР. Цей хрест передбачений для майбутніх українських вояків;
- X — Медаля святого Архистратига Михаїла для вояків Галицької дивізії в 20-ті роковини створення дивізії;
- XI — пропам'ятний Хрест УСС, виданий Об'єднанням бувших вояків українців в Америці.

До поданого тут реєстру відзнак, ще можна долучити  ряд т. зв. нагрудних відзнак, які розподіляє так:
1. Комбатантський Хрест, т. зв. краківського видання 1940, який відновлено було двома ривалізуючими комбатантськими організаціями після 1945 в Німеччині;
2. Спільна Юнацька Школа (1918—1919) — відзнака для всіх учасників старшинської школи в Кам'янці-Подільському;
3. Відзнака VI Січової стрілецької дивізії — «золота» для старшин і «срібна» для підстаршин і стрільців;
4. Рідкісна відзнака Ради Київських ССів;
5. Еліпсоїдна відзнака кол. Леґіону полк. Р. Сушка 1939.

## Перелік нагород
| Назва                                                                    | Орієнтовна кількість нагороджених | Засновано        | Примітки |
| «3а обняття Львова у власть Української Держави» (Трьох ступенів)        | Не нагороджували                  | 5 листопада 1918 | Відзнака ЗУНР. Проєкт не було реалізовано |
| «Хрест Легіону Українських Січових Стрільців», відзнака                  | Нагороджувались вояки УСС         | 1918             | Також відомий під назвою «Гуцульський хрест» |
| «Залізний хрест», орден УНР                                              | 3-4 тисячі вояків                 | 19 жовтня 1920   | Нагороджували учасників Першого Зимового Походу |
| «Орден Визволення», орден УНР                                            |                                   | 19 жовтня 1920   | Статут Ордену було затверджено, але нагорода не виготовлялась |
| «Тризуб з вінцем» (Чотирьох ступенів)                                    | Не нагороджували                  | 30 квітня 1919   | Відзнака ЗОУНР. Знак почали випускати, однак до практичного нагородження справа не дійшла |
| «Медаль Тризуба» (Чотирьох ступенів), медаль ЗОУНР                       | Не нагороджували                  | 30 квітня 1919   | Медаль почали випускати, однак до практичного нагородження справа не дійшла |
| «Оружний Тризуб», медаль ЗОУНР                                           | Не нагороджували                  | 30 квітня 1919   | Медаль почали випускати, однак до практичного нагородження справа не дійшла |
| «Хрест учасництва», медаль ЗОУНР                                         | Не нагороджували                  | 30 квітня 1919   | Медаль почали випускати, однак до практичного нагородження справа не дійшла |
| «Хрест 3-ї Залізної стрілецької дивізії», відзнака                       |                                   | 1922             | Відзнакою нагороджували вояків Третьої Залізної Дивізії Армії УНР |
| медаль ДЦ УНР в екзилі «На честь 10-річчя відбудови Української держави» |                                   | 1927             | Медаль створена з ініціативи членів Директорії УНР Ф. Швеця та А. Макаренка |
| «Галицький Хрест», відзнака Української Галицької Армії                  |                                   | 1928             | Відзнакою нагороджували вояків УГА |
| «Хрест Директорії» - «10-ліття з'єднання українських земель»             |                                   | 22 січня1929     | Ювілейний хрест ДЦ УНР в екзилі. Створений з ініціативи членів Директорії УНР Ф. Швеця та А. Макаренка для відзначення річниці з'єднання Західньо-й Східньоукраїнських земель в єдиній державі, проголошеного Універсалом 1919 року.                |
| «Хрест Симона Петлюри» орден ДЦ УНР в екзилі                             |                                   | 22 травня 1932   | В основу відзнаки покладено проєкт нездійсненого ордена «Визволення», автором остаточного проєкту хреста Симона Петлюри став геральдист і художник М. Битинський. Нагородження розпочалося 1936. Сесія Укради у 1972 надала відзнаці статус ордена. |
| «Хрест Українських Січових Стрільців»                                    |                                   | 1940             | Також відомий під назвою «Мазепинський Хрест» |
| «Український Комбатантський Хрест»                                       |                                   | 1940             | Утворений для відзначення ветеранів українських Збройних Сил. |
| «Хрест Українського козацтва», медаль Президента УНР в екзилі            |                                   | 20 жовтня 1947   | Спочатку відзнакою нагороджували учасників козацьких формувань, а згодом вона стала загальновійськовою нагородою |
| «Воєнний хрест Української Народної Республіки», медаль Президії УНРади  |                                   | 8 березня 1958   | Медаль встановлено з нагоди 40-річчя утворення збройних сил УНР |
| хрест Президії УНРади «60-ліття відродження Українських Збройних Сил»    |                                   | 22 травня 1977   | |
| медаль Президії УНРади «3а жертву крови в боях за волю України»          |                                   | 17 травня 1980   | Медаль при пораненні |
| хрест Президії УНРади «40-ліття Української Народної Армії»              |                                   | 18 червня 1985   | Медаль встановлено з нагоди створення Збройних сил України у 1945 |